# Velavan Senthilkumar
Velavan Senthilkumar, né le 26 mars 1998 à Salem (Tamil Nadu), est un joueur professionnel de squash représentant l'Inde. Il atteint, en mars 2025, la 39e place mondiale sur le circuit international, son meilleur classement. Il est champion d'Inde en 2023.

## Biographie
Son père Ramasamy Senthilkumar fait partie de l'équipe nationale de basket-ball et sa mère Shanmukham Priyadharshini est dans l'équipe nationale de badminton.
En 2022, il termine ses études à l'université Columbia. En moins de deux ans, il passe de la 200e place au top 50 en fin d'année 2024.

## Palmarès

### Titres
- Championnats d'Inde : 2023
- Championnats d'Asie par équipes : 2022

### Finales
- Championnats d'Asie : 2023